# Zimmermann Musikverlag

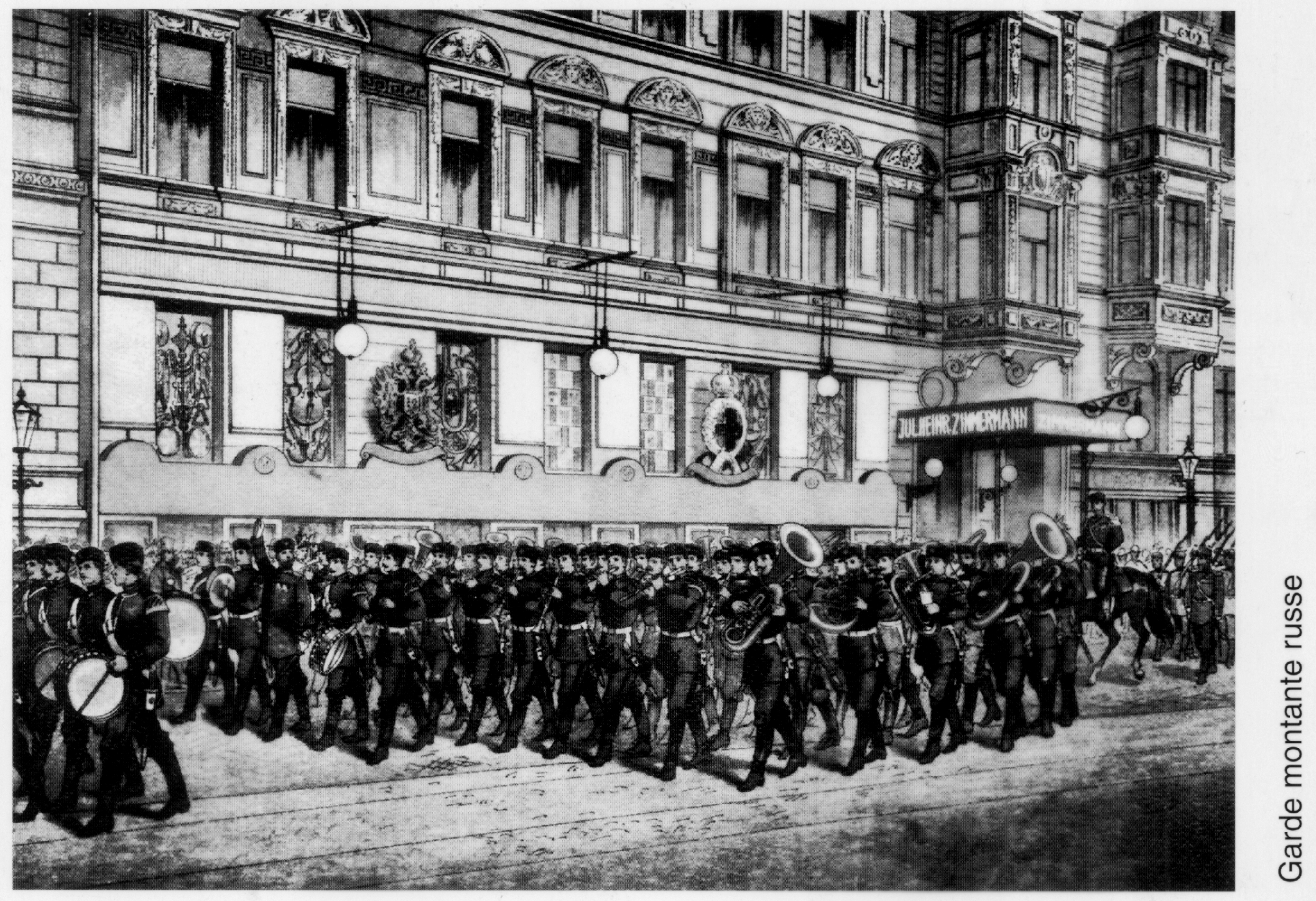
Desfilada de Rússia davant dels edificis d'oficines de l'empresa Heinrich Julius Zimmermann a Sant Petersburg, al voltant de 1900

Zimmermann Musikverlag és una editorial dedicada a la publicació de música fundada el 1876 per Julius Heinrich Zimmermann. Originalment fabricaven instruments de vent per al mercat rus i alemany. Des de 1885 van publicar mètodes per a fabricar tot tipus d'instruments musicals. Durant la Primera Guerra Mundial, van ser nacionalitzades branques de l'empresa Zimmermann a Sant Petersburg, Moscou i Riga. L'editorial és coneguda principalment per publicacions de Nikolai Médtner, Mili Balakirev, Sergei Liapunov i Leonardo De Lorenzo. El 1933 es va tancar la producció d'instruments. El 1990 es van fusionar amb Robert Lienau.